# Kinetozyste
Kinetozysten sind Zellorganellen bei Sonnentierchen (Heliozoa) und sind eine Sonderform der Extrusomen. Wie alle Extrusomen geben sie im Falle eines Reizes ihren Inhalt ab. Ihre genaue Funktion ist nicht ganz klar, möglicherweise dienen sie dem Beutefang.
Kinetozysten sind 0,2 bis 0,8 Mikrometer groß. Sie weisen einen zentralen Innenteil auf, der wiederum von einer faserigen Substanz umgeben und einer Membran abgeschlossen wird. Im Körper lassen sie sich in Axopodien und im Körper nachweisen.
Kinetozysten gibt es nur bei Sonnentierchen, einige Strahlentierchen (Radiolaria) allerdings weisen ähnliche Organellen auf.

## Nachweise
- Rudolf Röttger: Wörterbuch der Protozoologie In: Protozoological Monographs, Bd. 2, 2001, S. 120–121, ISBN 3826585992